# Тулбя, Геннадий
Генна́дий Ту́лбя (род. 3 марта 1979, село Талмаз, Штефан-Водский район, Молдавская ССР) — монакский и молдавский борец вольного стиля, двукратный чемпион Европы (2001, 2005) и серебряный призёр чемпионата мира (2003). С 2010 года выступает за Монако.